# Torre mudéjar de Olalla
La torre de la iglesia antigua es una edificación de estilo mudéjar situada en la localidad española de Olalla, término municipal de Calamocha, provincia de Teruel, Aragón. Cuenta con la denominación de Bien de Interés Cultural, desde el 22 de diciembre de 1982. Construida entre 1584 y 1603, tiene base cuadrada y la parte superior octogonal.